# Trận đổ bộ Zhebriyany-Vilkovo
Trận đổ bộ Zhebriyany (???) -Vilkovo (Vylkove) (23-24 tháng 8 năm 1944) là một trận đánh đổ bộ do Hồng quân Liên Xô thực hiện nhằm tấn công vào quân đội Đức Quốc xã, diễn ra trong cuộc Chiến tranh Xô-Đức thuộc Chiến tranh thế giới thứ hai. Lực lượng tham gia cuộc đổ bộ là các đơn vị lục quân của Phương diện quân Ukraina 3 (chỉ huy: đại tướng F. I. Tolbukhin) phối hợp với thủy binh của Giang đoàn Danub (chỉ huy: phó đô đốc S. G. Gorshkov).
Trận đổ bộ Zhebriyany-Vilkovo là một phần của Chiến dịch tấn công chiến lược Iaşi-Chişinău.

## Bối cảnh, binh lực và kế hoạch
Sau thành công của cuộc đổ bộ tại cửa sông Dniestr, Phương diện quân Ukraina 3 đã đục thủng một lỗ lớn trên cánh phải của Cụm Tập đoàn quân Nam Ukraina (tư lệnh: thượng tướng Johann Friessner) tại vị trí của Tập đoàn quân Rumani số 1 (tư lệnh: đại tướng Petre Dumitrescu) và nhanh chóng tiến hành bao vây, đánh tan một lượng lớn quân Đức-Rumani tại đây. Tuy nhiên tướng Dumitrescu vẫn tiếp tục tổ chức chống cự và tìm cách quy tập số tàn binh đang bỏ chạy, hy vọng có thể thiết lập lại một phòng tuyến cứng rắn ở phía sau và lợi dụng địa hình phức tạp, nhiều sông ngòi tại vùng cửa sông Danube để kìm chân quân đội Liên Xô. Để đối phó lại với kế hoạch của quân Rumani và Đức, Phương diện quân Ukraina 3 phối hợp Giang đoàn Danub quyết định tổ chức một cuộc đổ bộ đường thủy và đường không tại vùng cửa sông Danube để cắt đường lui và tiêu diệt tàn binh địch đang tháo chạy về phía Nam. Để đảm bảo thắng lợi của hành động đổ bộ, lực lượng thủy binh Liên Xô trong trận này cũng phải đánh tan chủ lực của thủy quân Rumani đang trấn giữ khu vực cửa con sông dài thứ nhì châu Âu này.

## Diễn biến

### Đổ bộ tại Zhebriyany
Ngày 23 tháng 8 năm 1944, lực lượng đổ bộ  - lữ đoàn tàu bọc thép Kerch (bao gồm 18 tàu bọc thép nằm dưới sự chỉ huy của Anh hùng Liên Xô P. I. Derzhavin) - khởi hành từ cảng Odessa đã đến gần khu vực đổ bộ tại phá Kunduk (nay là phá Sasyk) gần châu thổ sông Danube. Cụm đổ bộ tiếp cận làng Zhebriyany rạng sáng ngày 24 tháng 8 và đưa 285 binh sĩ thuộc tiểu đoàn hải quân đánh bộ số 285 (chỉ huy: thiếu tá F. Ye. Kotanov) cập bờ an toàn. Cùng lúc đó, giang đội số 39 cũng thực hiện một cuộc đổ bộ thành công tại sông Kilia, một chi lưu của sông Danube và là biên giới giữa Ukraina với Rumani.
Sau ba giờ chiến đấu, lực lượng đổ bộ đã đánh chiếm làng Zhebriyany và biến khu vực này thành một cứ điểm phòng thủ mạnh. Đây là một đòn bất ngờ đối với quân Rumani, выходивших из-под удара советских сухопутных войск со стороны озера Кундук. Tuy nhiên, tận dụng ưu thế về quân số, hai trung đoàn Rumani tại đây đã tổ chức phản công và tìm cách trục quân đổ bộ Liên Xô ra khỏi đầu cầu Zhebriyany. Trận kịch chiến giữa quân Rumani và quân đội Liên Xô diễn ra trong suốt ngày 24. Tận dụng những phòng tuyến có sẵn do quân đội Rumani xây dựng, đồng thời nhận được sự yểm hộ của thủy quân và viện binh của Phương diện quân Ukraina 3, quân đổ bộ Liên Xô dần dần chiếm thế thượng phong và cuối cùng, lúc 20 giờ ngày 24 tháng 8 toàn bộ 4.800 quân Rumani còn sống sót hạ vũ khí đầu hàng. Theo các tài liệu Liên Xô, thương vong của quân đội Liên Xô là 28 người, còn quân Rumani chịu thiệt hại 1.500 người chết và bị thương.

### Đổ bộ tại Vilkovo
Cùng thời gian với trận đổ bộ tại Zhebriyany, rạng sáng ngày 24 tháng 8 một đại đội Hồng quân dưới sự hỗ trợ của Hạm đội Biển Đen đã tiếp cận cảng cá Vilkovo tại sông Kilia ở khu vực châu thổ sông Danube, và ngay sau đó các khẩu hải pháo của thủy binh Xô Viết đã nã đạn cấp tập yểm hộ cho bộ binh cập bờ. Lực lượng bộ binh được chuyên chở trên 16 tàu đổ bộ và được yểm hộ bởi 16 tàu phóng lôi, ngoài ra, cùng ngày hôm đó một cụm tác chiến hải quân gồm 29 tàu chiến khởi hành từ cảng Odessa cũng tới tiếp ứng tại Vilkovo.
Chiến sự diễn ra rất chóng vánh: lo ngại trước nguy cơ bị bao vây quân Rumani không cố bám trụ mà mau chóng rút lui, tuy nhiên trong cuộc lui quân vội vã này dần rơi vào hỗn loạn và vô tổ chức. Tin về cuộc đảo chính ngày 23 tháng 8 trước đó không lâu cũng bồi thêm một đòn nặng vào tinh thần chiến đấu đang sa sút của quân Rumani. Chiều ngày 24 tháng 8, quân đội Liên Xô đã tiếp cận ngoại vi phía Bắc của Vilkovo và kiểm soát phần phía Đông của sông Kilia, tạo điều kiện thuận lợi cho việc hành tiến vào trung tâm lãnh thổ Rumani từ phía biển. Vilkovo được giải phóng cùng ngày. Quân đội Liên Xô tiêu diệt 300 quân Rumani và bắt sống 2.000 tù binh. Cuộc đổ bộ tại Vilkovo kết thúc thắng lợi
Cùng trong ngày 24, một đội thủy binh Rumani (bao gồm 1 giang hạm hạng nặng và một vài tàu chiến nhỏ) đã có một trận giao chiến với thủy quân Xô Viết (lực lượng gồm 5 tàu bọc thép) gần cảng cá Vilkovo. Thủy binh Liên Xô được sự yểm hộ của lục quân đã đánh bại quân thủy Rumani và bắn chìm chiếc giang hạm của họ.

## Tưởng niệm và ghi công
Do thành tích chiến đấu xuất sắc và lòng dũng cảm, thiếu tá F. Ye. Kotanov đã được phong danh hiệu Anh hùng Liên Xô. Nhiều binh sĩ Liên Xô lập thành tích trong trận đánh cũng được trao tặng các huân, huy chương và giải thưởng cấp nhà nước.